# Hubertus Blase
Hubertus Blase (* 10. April 1939 in Leuchten (Landkreis Oels); † 16. August 2023) war ein deutscher Maler und Grafiker.

## Leben und Werk
Blases Familie kam 1945 auf der Flucht vor der Sowjetarmee aus Leuchten im schlesischen Landkreis Oels nach Reinsdorf.  Er studierte von 1958 bis 1963 an der Hochschule für Grafik und Buchkunst Leipzig bei Bernhard Heisig Malerei und Graphik und arbeitete danach als freischaffender Künstler. Von 1967 bis 1992 war er Wissenschaftlicher Mitarbeiter, speziell Papierrestaurator, in der Staatlichen Bücher- und Kupferstichsammlung Greiz. Er war dort ab 1982 auch stellvertretender und zeitweilig amtierender Direktor. Seit 1992 hatte Blase seinen Wohnsitz in Greiz.
Sein fachliches Wissen vermittelte Blase in kulturhistorischen Publikationen, als Leiter eines Mal-Zirkels in Greiz und ab 1985 als Leiter der Greizer Druckgrafikwerkstatt für kunstinteressierte Laien. Seit dessen Gründung 2000 beteiligte sich Blase am Künstlerstammtisch Osterburg.
Auch neben seinen dienstlichen Verpflichtungen betätigte Blase sich immer als Maler, Zeichner und Grafiker, wobei er Radierung und Pastell bevorzugt. Der Verlag Karl Quarch veröffentlichte in den 1970er Jahren in seinen originalgrafischen Editionen mehrere Kupferstiche Blases mit historisch bedeutenden Gebäuden (u. a. Stadthaus Weimar, Altes Rathaus Leipzig, St. Annenkirche Annaberg, Schloss Hartenfels Torgau und Schloss und Kirche Schwarzenberg).

## Mitgliedschaften
- 1970 bis 1990: Verband Bildender Künstler der DDR
- ab 1990: Verband Bildender Künstler Thüringen

## Werke (Auswahl)

### Druckgrafik (Auswahl)
- Studenten im Ernteeinsatz auf dem Weg zur Arbeit (Radierung, 1964)[3]
- Studenten im Ernteeinsatz bei der Arbeit (Radierung, 1964)[4]
- Gera, Platz der Republik (Farblinolschnitt, 1996)[5]
- Evolution und Chaos (Farb-Holzschnitt)[6]
- Vergangen zum Licht (sechsteilige Serie von Frottagen, 60 × 40 cm, 2013)[7]

### Aquarelle
- Thüringer Landschaft (2005)[8]
- Impression Thüringen (2006)[8]

### Kulturhistorische Publikationen
- Das Untere Schloss zu Greiz und seine Kulturschätze. Kreisheimatmuseum Greiz, 1985
- Das Bild der Stadt Greiz gestern und heute. Staatliche Museen Greiz, 1988

## Ausstellungen (unvollständig)

### Einzelausstellungen der letzten Jahre
- 2015: Bad Köstritz, Kleine Galerie „Gucke“ („Es geht weiter“)
- 2015: Bad Klosterlausnitz („FernSicht und NahAufnahme“)
- 2016: Saalfeld, Saale-Galerie (mit Ralph Ebersbach)

### Ausstellungsbeteiligungen
- 1964: Berlin, Nationalgalerie („Unser Zeitgenosse“)
- 1971, 1974, 1979 und 1984: Gera, Bezirkskunstausstellungen
- 1972: Leipzig („Sport in der bildenden Kunst“)
- 1973: Frankfurt/Oder, Galerie Junge Kunst („Junge Künstler der DDR“)
- 2013/2014: Erfurt, Thüringer Landtag („MACHT! KUNST!“)
- 2020: Weida, Osterburg („Leipziger Schule in Thüringen“)[9]